# Coppa Svizzera 1961-1962
La Coppa Svizzera 1961-1962 è stata la 37ª edizione della manifestazione calcistica. È iniziata il 9 settembre 1961 e si è conclusa il 23 aprile 1962. Questa edizione della coppa vide la vittoria finale del Losanna.

## Regolamento
Partecipano 428 squadre. Una prima fase preliminare vede impegnate squadre di Seconda e Terza Lega, di queste ne rimarranno 72 che parteciperanno al Primo Turno Eliminatorio che segnerá l'inizio della seconda fase dove entreranno in lizza le 36 squadre di Prima Lega (Secondo Turno Eliminatorio) e le 28 squadre di Lega Nazionale A e B (Trentaduesimi di Finale).
Turni ad eliminazione diretta in gara unica. Le partite terminanti in paritá dopo i tempi supplementari, potranno rigiocarsi una sola altra volta, se persiste il pareggio, si ricorre ad un sorteggio per stabilire la squadra qualificata al prossimo turno.

## Squadre partecipanti
| Basilea           |
| Bienne            |
| Friburgo          |
| Grasshoppers      |
| Grenchen          |
| La Chaux-de-Fonds |
| Losanna           |
| Lucerna           |
| Lugano            |
| Sciaffusa         |
| Servette          |
| Young Boys        |
| Young Fellows     |
| Zurigo            |

| Aarau          |
| Bellinzona     |
| Berna          |
| Bodio          |
| Brühl          |
| Chiasso        |
| Martigny       |
| Porrentruy     |
| Sion           |
| Thun           |
| Urania Ginevra |
| Vevey          |
| Winterthur     |
| Yverdon        |

| Baden             |
| Blue Stars Zurigo |
| Dietikon          |
| Höngg             |
| Locarno           |
| Oerlikon/Polizei  |
| Rapid Lugano      |
| Red Star Zurigo   |
| San Gallo         |
| Solduno           |
| Vaduz             |
| Wettingen         |

| Alle              |
| Breitenbach       |
| Burgdorf          |
| Concordia Basilea |
| Delémont          |
| Emmenbrücke       |
| Langenthal        |
| Moutier           |
| Nordstern         |
| Old Boys Basilea  |
| Soletta           |
| Wohlen            |

| Bözingen 34        |
| Cantonal Neuchâtel |
| Étoile Carouge     |
| Forward Morges     |
| Le Locle-Sports    |
| Lengnau            |
| Malley             |
| Monthey            |
| Raron              |
| Sierre             |
| Versoix            |
| Xamax Neuchâtel    |

| Regione Orientale: |
| ------------------ |
| Bürglen            |
| Chur               |
| Flawil             |
| Fortuna San Gallo  |
| Kreuzlingen        |
| Rorschach          |
| Sargans            |
| Wattwil            |
| Regione di Zurigo: |
| Adliswil           |
| Glattbrugg         |
| Industrie Zurigo   |
| Oerlikon           |
| Näfels             |
| Phönix Seen        |
| Schwammendingen    |

| Spielvereinigung Sciaffusa |
| Turicum                    |
| Unterstrass Zurigo         |
| Veltheim                   |
| Wetzikon                   |
| Regione di Berna:          |
| Aarberg                    |
| Aegerten-Brügg             |
| Bienne-Boujean             |
| Gerlafingen                |
| Glovelier                  |
| Kirchberg                  |
| Lerchenfeld                |
| Murten                     |
| Ostermundigen              |
| Reconvilier                |
| Spiez                      |
| Victoria Berna             |

| Regione di Soletta: |
| ------------------- |
| Trimbach            |
| Wangen bei Olten    |
| Regione Nord-Ovest: |
| Binningen           |
| Birsfelden          |
| Black Stars Basilea |
| Breite Basilea      |
| Möhlin-Riburg       |
| Therwil             |
| Regione Romancia:   |
| Bussigny            |
| Central Friburgo    |
| Chailly             |
| Concordia Losanna   |
| Domdidier           |

| Fontainemelon   |
| FC Geneva       |
| Lancy           |
| Le Mont         |
| Montreux-Sports |
| Collombey-Muraz |
| Signal Bernex   |
| Stade Lausanne  |
| Stade Nyonnais  |
| Ticino Le Locle |
| Vallorbe        |
| Regione Ticino: |
| Mendrisio       |
| Preonzo         |
| Stabio          |
| Verbano         |

| Regione di Lucerna: |
| ------------------- |
| Altdorf             |
| Buochs              |
| Goldau              |
| Kickers Lucerna     |
| Perlen              |
| SC Zugo             |
| Regione di Argovia: |
| Brugg               |
| Gränichen           |
| Turgi               |
| Zofingen            |
| Template:Calcio     |
| Template:Calcio     |

### 1º Turno Eliminatorio
| Squadra 1                      | Risultato     | Squadra 2                  |
| ------------------------------ | ------------- | -------------------------- |
| 10 settembre 1961              |               |                            |
| Regione di Zurigo              |               |                            |
| Adliswil                       | 1 - 6         | Turicum                    |
| Glattbrugg                     | 1 - 4         | Industrie Zurigo           |
| Oerlikon                       | 2 - 0         | Veltheim                   |
| Schwammendingen                | 2 - 6         | Unterstrass Zurigo         |
| Wetzikon                       | 7 - 1         | Näfels                     |
| Phönix Seen                    | 3 - 3(d.t.s.) | Spielvereinigung Sciaffusa |
| 17 settembre 1961(Ripetizione) |               |                            |
| Spielvereinigung Sciaffusa     | 3 - 1         | Phönix Seen                |
| Regione Romancia               |               |                            |
| Bussigny                       | 1 - 7         | Vallorbe                   |
| Concordia Losanna              | 0 - 1         | Chailly                    |
| Domdidier                      | 2 - 1         | Central Friburgo           |
| Lancy                          | 2 - 3         | FC Geneva                  |
| Le Mont                        | 2 - 1         | Stade Lausanne             |
| Montreux-Sports                | 8 - 0         | Collombey-Muraz            |
| Stade Nyonnais                 | 2 - 3         | Signal Bernex              |
| Ticino Le Locle                | 2 - 4(d.t.s.) | Fontainemelon              |
| Regione di Berna               |               |                            |
| Aarberg                        | 1 - 2(d.t.s.) | Murten                     |
| Bienne-Boujean                 | 3 - 0         | Aegerten-Brügg             |
| Glovelier                      | 0 - 5         | Reconvilier                |
| Kirchberg                      | 0 - 2         | Gerlafingen                |
| Lerchenfeld                    | 3 - 2         | Spiez                      |
| Ostermundigen                  | 2 - 3         | Victoria Berna             |
| Regione Nord-Ovest             |               |                            |
| Birsfelden                     | 8 - 3         | Möhlin-Riburg              |
| Breite Basilea                 | 4 - 3         | Black Stars Basilea        |
| Binningen                      | 0 - 0(d.t.s.) | Therwil                    |
| 17 settembre 1961(Ripetizione) |               |                            |
| Therwil                        | 4 - 2         | Binningen                  |
| Regione di Lucerna             |               |                            |
| Altdorf                        | 3 - 1(d.t.s.) | Goldau                     |
| Buochs                         | 1 - 2         | Kickers Lucerna            |
| Zugo                           | 7 - 0         | Perlen                     |
| Regione Argovia                |               |                            |
| Brugg                          | 2 - 1         | Turgi                      |
| Gränichen                      | 1 - 2         | Zofingen                   |
| Regione di Soletta             |               |                            |
| Wangen bei Olten               | 0 - 2         | Trimbach                   |
| Regione Ticino                 |               |                            |
| Stabio                         | 0 - 4         | Mendrisio                  |
| Verbano                        | 2 - 2(d.t.s.) | Preonzo                    |
| 17 settembre 1961(Ripetizione) |               |                            |
| Preonzo                        | 2 - 0         | Verbano                    |
| Regione Orientale              |               |                            |
| Bürglen                        | 2 - 0         | Kreuzlingen                |
| Chur                           | 5 - 2         | Sargans                    |
| Flawil                         | 2 - 0         | Wattwil                    |
| Fortuna San Gallo              | 1 - 1(d.t.s.) | Rorschach                  |
| 17 settembre 1961(Ripetizione) |               |                            |
| Rorschach                      | 4 - 2         | Fortuna San Gallo          |

### 2º Turno Eliminatorio
| Squadra 1                    | Risultato     | Squadra 2          |
| ---------------------------- | ------------- | ------------------ |
| 24 settembre 1961            |               |                    |
| Alle                         | 6 - 1         | Lerchenfeld        |
| Altdorf                      | 1 - 0(d.t.s.) | Solduno            |
| Baden                        | 5 - 2         | Unterstrass Zurigo |
| Birsfelden                   | 1 - 3         | Soletta            |
| Bözingen 34                  | 4 - 0         | Reconvilier        |
| Brugg                        | 1 - 2         | Breitenbach        |
| Burgdorf                     | 3 - 1         | Zofingen           |
| Chailly                      | 1 - 3         | Forward Morges     |
| Delémont                     | 4 - 3         | Bienne-Boujean     |
| Domdidier                    | 0 - 4         | Versoix            |
| Fontainemelon                | 4 - 6(d.t.s.) | Cantonal Neuchâtel |
| Gerlafingen                  | 2 - 0         | Xamax Neuchâtel    |
| FC Geneva                    | 1 - 6         | Étoile Carouge     |
| Höngg                        | 6 - 2         | Bürglen            |
| Langenthal                   | 4 - 6         | Flawil             |
| Lengnau                      | 2 - 6         | Trimbach           |
| Malley                       | 2 - 5         | Montreux-Sports    |
| Mendrisio                    | 3 - 1         | Oerlikon/Polizei   |
| Monthey                      | 0 - 1         | Le Mont            |
| Murten                       | 2 - 10        | Moutier            |
| Nordstern                    | 0 - 1         | Breite Basilea     |
| Oerlikon                     | 1 - 8(d.t.s.) | Locarno            |
| Preonzo                      | 0 - 3         | Rapid Lugano       |
| Sierre                       | 2 - 1         | Signal Bernex      |
| Spielvereinigung Sciaffusa   | 2 - 1         | Red Star Zurigo    |
| Therwil                      | 1 - 8         | Concordia Basilea  |
| Turicum                      | 2 - 0         | Dietikon           |
| Vaduz                        | 4 - 2         | Industrie Zurigo   |
| Vallorbe                     | 1 - 3         | Raron              |
| Victoria Berna               | 3 - 7         | Le Locle-Sports    |
| Wettingen                    | 6 - 1         | Rorschach          |
| Wetzikon                     | 2 - 3         | San Gallo          |
| Wohlen                       | 5 - 3(d.t.s.) | Chur               |
| Zugo                         | 0 - 3         | Emmenbrücke        |
| Kickers Lucerna              | 2 - 2(d.t.s.) | Blue Stars Zurigo  |
| Old Boys Basilea             | 2 - 2(d.t.s.) | Selzach            |
| 15 ottobre 1961(Ripetizioni) |               |                    |
| Kickers Lucerna              | 1 - 1(d.t.s.) | Blue Stars Zurigo  |
| Selzach                      | 2 - 1         | Old Boys Basilea   |

### Trentaduesimi di Finale
| Squadra 1                    | Risultato     | Squadra 2          |
| ---------------------------- | ------------- | ------------------ |
| 21 ottobre 1961              |               |                    |
| Forward Morges               | 1 - 3         | Servette           |
| Versoix                      | 0 - 11        | Losanna            |
| 22 ottobre 1961              |               |                    |
| Aarau                        | 2 - 3         | Baden              |
| Alle                         | 3 - 2         | Bienne             |
| Basilea                      | 3 - 2(d.t.s.) | Delémont           |
| Bellinzona                   | 3 - 1         | Emmenbrücke        |
| Breitenbach                  | 2 - 5         | Young Boys         |
| Concordia Basilea            | 1 - 2         | Breite Basilea     |
| Friburgo                     | 5 - 0         | Bözingen 34        |
| Gerlafingen                  | 2 - 4         | Porrentruy         |
| Grenchen                     | 2 - 4         | Soletta            |
| Höngg                        | 0 - 1         | Young Fellows      |
| La Chaux-de-Fonds            | 5 - 0         | Selzach            |
| Lucerna                      | 8 - 1         | Altdorf            |
| Martigny                     | 2 - 1         | Le Locle-Sports    |
| Mendrisio                    | 0 - 1         | Locarno            |
| Montreux-Sports              | 2 - 1         | Yverdon            |
| Rapid Lugano                 | 1 - 3(d.t.s.) | Lugano             |
| San Gallo                    | 1 - 2         | Grasshoppers       |
| Sciaffusa                    | 6 - 2         | Flawil             |
| Spielvereinigung Sciaffusa   | 1 - 3(d.t.s.) | Wohlen             |
| Sierre                       | 2 - 1         | Raron              |
| Sion                         | 3 - 0         | Le Mont            |
| Thun                         | 2 - 1         | Moutier            |
| Trimbach                     | 1 - 4         | Winterthur         |
| Turicum                      | 1 - 6         | Chiasso            |
| Urania Ginevra               | 1 - 2(d.t.s.) | Cantonal Neuchâtel |
| Vaduz                        | 1 - 2         | Zurigo             |
| Vevey                        | 4 - 0         | Étoile Carouge     |
| Wettingen                    | 2 - 3(d.t.s.) | Brühl              |
| Berna                        | 3 - 3(d.t.s.) | Burgdorf           |
| Kickers Lucerna              | 2 - 2(d.t.s.) | Bodio              |
| 29 ottobre 1961(Ripetizione) |               |                    |
| Bodio                        | 0 - 1         | Kickers Lucerna    |
| 5 novembre 1961(Ripetizione) |               |                    |
| Burgdorf                     | 8 - 6         | Berna              |

### Sedicesimi di Finale
| Squadra 1          | Risultato     | Squadra 2         |
| ------------------ | ------------- | ----------------- |
| 12 novembre 1961   |               |                   |
| Vevey              | 0 - 1         | Montreux-Sports   |
| 19 novembre 1961   |               |                   |
| Basilea            | 3 - 0         | Breite Basilea    |
| Baden              | 3 - 1(d.t.s.) | Burgdorf          |
| Kickers Lucerna    | 1 - 3         | Zurigo            |
| Porrentruy         | 1 - 2         | Alle              |
| Sierre             | 0 - 2         | Sion              |
| Thun               | 1 - 3(d.t.s.) | Soletta           |
| Winterthur         | 3 - 1         | Locarno           |
| 29 novembre 1961   |               |                   |
| Losanna            | 5 - 1         | Martigny          |
| 23 dicembre 1961   |               |                   |
| Brühl              | 1 - 2(d.t.s.) | Sciaffusa         |
| Cantonal Neuchâtel | 0 - 2         | Servette          |
| Friburgo           | 0 - 4         | La Chaux-de-Fonds |
| Grasshoppers       | 2 - 1         | Lugano            |
| Lucerna            | 0 - 3         | Bellinzona        |
| Wohlen             | 0 - 1         | Young Boys        |
| Young Fellows      | 3 - 0         | Chiasso           |

### Ottavi di Finale
| Squadra 1         | Risultato     | Squadra 2    |
| ----------------- | ------------- | ------------ |
| 14 gennaio 1962   |               |              |
| La Chaux-de-Fonds | 1 - 0         | Sciaffusa    |
| Losanna           | 5 - 0         | Alle         |
| Montreux-Sports   | 2 - 7         | Winterthur   |
| Servette          | 7 - 1(d.t.s.) | Baden        |
| Young Boys        | 9 - 0         | Sion         |
| Young Fellows     | 1 - 2(d.t.s.) | Grasshoppers |
| Zurigo            | 0 - 1         | Basilea      |
| Soletta           | 1 - 1(d.t.s.) | Bellinzona   |
| 28 gennaio 1962   |               |              |
| Bellinzona        | 3 - 1         | Soletta      |

### Quarti di Finale
| Squadra 1        | Risultato | Squadra 2         |
| ---------------- | --------- | ----------------- |
| 18 febbraio 1962 |           |                   |
| Bellinzona       | 1 - 0     | Basilea           |
| Grasshoppers     | 2 - 4     | La Chaux-de-Fonds |
| Losanna          | 5 - 1     | Servette          |
| Young Boys       | 6 - 1     | Winterthur        |

### Semifinali
| Squadra 1                   | Risultato     | Squadra 2         |
| --------------------------- | ------------- | ----------------- |
| 25 marzo 1962               |               |                   |
| Bellinzona                  | 1 - 0         | La Chaux-de-Fonds |
| Losanna                     | 1 - 1(d.t.s.) | Young Boys        |
| 11 aprile 1962(Ripetizione) |               |                   |
| Young Boys                  | 2 - 3         | Losanna           |

### Finale
| Arbitro: | Guinnard (Gletterens) |

|                                                                                         |            |                                                                                            |
| Hosp 93’, 115’ Glisovic 98’ Dürr 109’ (rig.)                                            | Marcatori  |                                                                                            |
| Künzi Grobèty Hunziker Dürr Tacchella Vonlanden Hosp Vonlanthen Glisovic Rey Armbruster | Formazioni | Rossini Poma Simoni Lurati Rebozzi Baldassari Bernasconi Romagna Buzzin Pedrazzoli Righini |
| Charles Marmier e Frankye Sechehaye                                                     | Allenatori | Oscar Pelli                                                                                |